# Gerd W. Heyse
Gerd W. Heyse (* 12. Oktober 1930 in Erfurt; † 21. September 2020) war ein deutscher Aphoristiker und Lyriker.

## Leben
Gerd W. (Wolfgang) Heyse wurde 1930 in Erfurt geboren. Nach der Ausbildung zum Wirtschaftstreuhänder war er in der Steuerberatungs-Kanzlei seines Vaters tätig. Seit 1988 arbeitete er als freier Schriftsteller. Gefördert wurde er von dem Aphoristiker und Kabarettisten Hansgeorg Stengel, der z. B. für den Debütband Kurz und scherzhaft das Nachwort beisteuerte. Gerd W. Heyse, der für Publikationen in der Weltbühne das Pseudonym „Ernst Heiter“ benutzte, blieb zeitlebens seiner Geburtsstadt treu und schrieb als regelmäßiger Autor für die Thüringer Allgemeine. Neben sieben Einzelbänden sind 20 Veröffentlichungen in Anthologien erschienen. Heyse, der entfernt mit Paul Heyse verwandt war, verfasste mehr als 35.000 Aphorismen (Stand 2010).

## Werke
- Kurz und scherzhaft. 123 sinnvolle Ungereimtheiten. Mit Zeichnungen von Albrecht v. Bodecker und einem Nachwort von Hansgeorg Stengel. Eulenspiegel Verlag, Berlin 1974, ohne ISBN
- Der Hund des Nachbarn bellt immer viel lauter. Aphorismen. Mit Zeichnungen von Albrecht v. Bodecker. Eulenspiegel Verlag, Berlin 1978, ohne ISBN
- Gehirntestate. Aphorismen. Mit Zeichnungen von Albrecht von Bodecker. Eulenspiegel Verlag, Berlin 1981, ohne ISBN
- Musenschuß und Hexenkuß. Gedichte. Eulenspiegel Verlag, Berlin 1983, ohne ISBN
- Gedanken-Sprünge. Aphorismen. Mit Zeichnungen von Franz Zauleck. Eulenspiegel Verlag, Berlin 1988, ISBN 3-359-00150-8
- Die dritte Seite der Medaille. Aphorismen. Mit Fotomontagen von Frank Naumann. Verlagshaus Thüringen, Erfurt 1993, ISBN 3-86087-112-9
- Der Narr in uns. Aphorismen. Mit Zeichnungen von Gerd Haubner und einem Nachwort von Sergej Lochthofen. Verlag Thüringer Allgemeine, Erfurt 2004, ISBN 3-9809040-4-0